# Holguín
Holguín város Kubában, Havannától kb. 770 km-re keletre; az azonos nevű tartomány székhelye. Az ország egyik legnagyobb városa; lakossága kb. 345 ezer fő.

## Gazdasága
A tartomány az egyik legsikeresebb a gazdaságát illetően. Erős ipara mellett gazdag nikkelben, kobaltban és cukorban. Jelentős a turizmus is. A város iparában a bútor- és tetőcserépgyártás emelhető ki; a tőle 30 km-re északra fekvő Gibara kikötőjén át dohányt, kávét, gabonafélét, marhahúst és nyersbőrt exportál.

## Nevezetességei
Katedrálisa, a Szent Isidore Székesegyház 1720-ban épült. A városképet több park uralja, a központban a Galixto García Park található.
A hagyomány szerint e város tartományában, a Bariay-öbölben szállt partra egykor Kolumbusz Kristóf 1492-ben.

## Nevezetes emberek
- Calixto García (1839–1898), a függetlenségi háború generálisa
- Faustino Oramas (1911–2007), El Guayabero-ként ismert, zenész
- Luis Pavón (1930–2013), politikus, újságíró

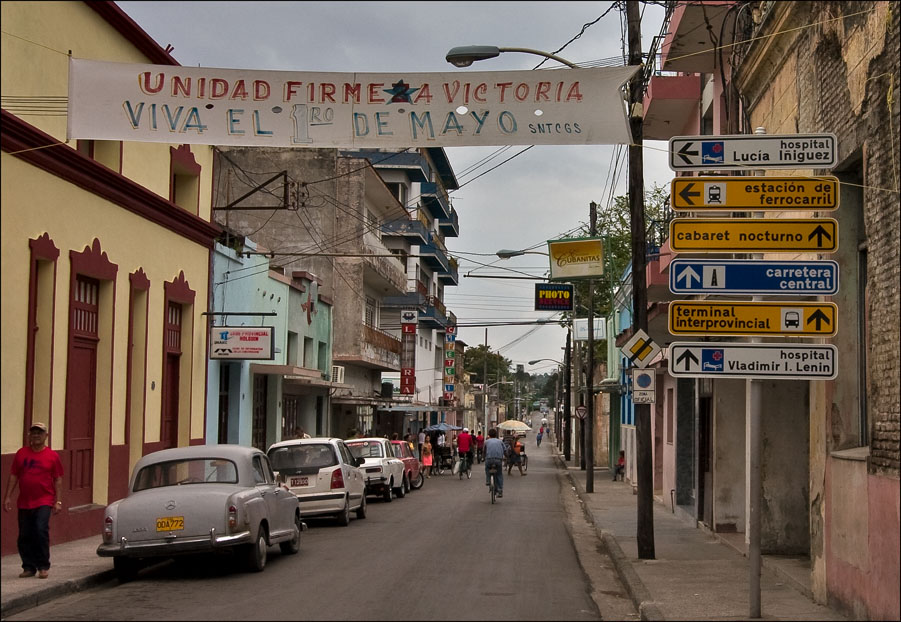
A Vikas utca

- Reinaldo Arenas (1943–1990), író
- Ramón Valle (* 1964), zenész
- Lázaro Bruzón (* 1982), sakk-mester
- Lisandra Llaudy Pupo (* 1988), sakk-mester
- Mario Kindelán, ökölvívó
- Arnaldo Mesa, ökölvívó

## Fordítás
- Ez a szócikk részben vagy egészben  a   Holguín című spanyol Wikipédia-szócikk fordításán alapul.  Az eredeti cikk szerkesztőit annak laptörténete sorolja fel. Ez a jelzés csupán a megfogalmazás eredetét és a szerzői jogokat jelzi, nem szolgál a cikkben szereplő információk forrásmegjelöléseként.